# Шахаб Моради
Шахаб Моради (/ʃæhɒb moʊrɒdi/ ; перс. شهاب مرادی ; родился в Тегеране), иранский священнослужитель, проповедник и преподаватель университета. [2] Он появлялся в различных программах радиовещания Исламской Республики Иран в качестве эксперта с 2000 года.

## виды деятельности
Моради является общественным активистом и активистом в области изменения климата, он выступает за расширение зеленых насаждений за счет посадки деревьев и экономии природных ресурсов путем продвижения научного уровня управления водосборными бассейнами и ежегодной посадки деревьев на окраинах города Тегеран в День посадки деревьев вместе со студентами.
Моради выступал с докладами в различных иранских университетах и религиозных местах, таких как Святилище Фатимы Масуме, Святилище Имама Резы и Шах Чераг,, а также выступал с международными речами. Он произносил панегирик на похоронах актера Хосрова Шакибаи, певца Мортезы Пашаи, защитника окружающей среды Мохаммада Али Инанлу и иранского военного офицера Касема Сулеймани. Он также выступил с речью после землетрясения в Керманшахе, Иран. Iran.
Шахаб Моради является основателем неправительственной благотворительной организации под названием мадар-э-мехрабан (/ mɒdær-e-mehræbɒn /; персидский: مادر مهربان), известной как mmcharity, направленной на то, чтобы накормить нуждающихся детей.